# Recta Tin Tin
Pour les articles homonymes, voir Recta.

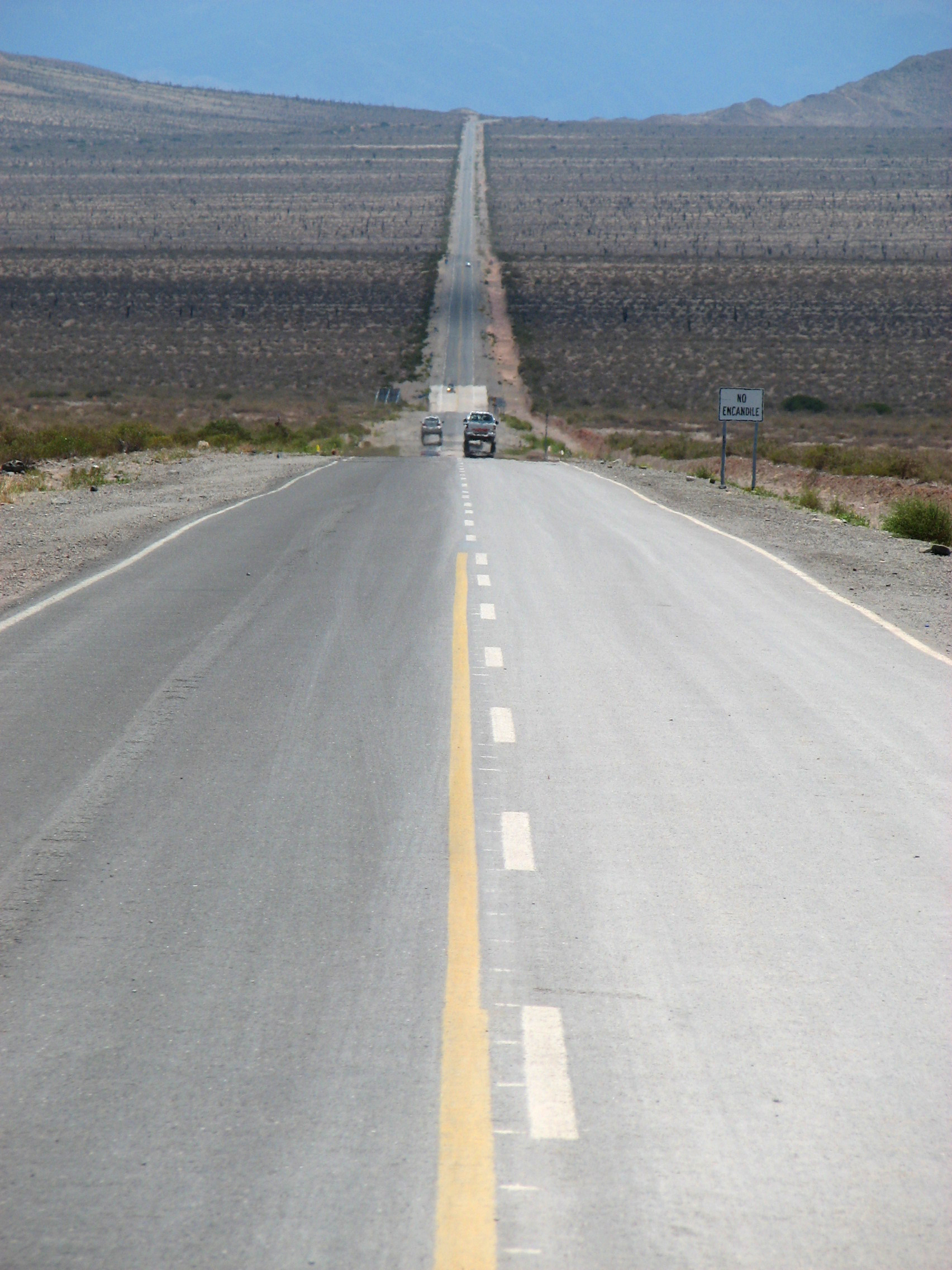
La recta Tin Tin

La recta Tin Tin (ou recta de Tin Tin) est une portion parfaitement rectiligne de la route nationale 33, à l'est de la ville de Cachi (province de Salta en Argentine), qui traverse le parc national Los Cardones, dans une zone semi-aride. Elle mesure 18 kilomètres de longueur.
La recta Tin Tin emprunte le tracé d'un ancien chemin préhispanique. Elle tire son nom de celui d'un cours à faible débit, le rio Tin Tin, qui se jette dans le río Calchaquí à proximité de Cachi.